# Leines
Leines est une localité du comté de Nordland, en Norvège.

## Géographie
Administrativement, Leines fait partie de la kommune de Steigen.